# Глід криваво-червоний
Глід криваво-червоний (Crataegus sanguinea) — невеличке (2—5 м заввишки) дерево або кущ родини розових.
На міцних пурпурово-коричневих гілках розміщуються прямі колючки 2,5—5 см завдовжки. Листки зверху темно-зелені, зісподу — ясно-зелені, волосисті, від обернено-яйцеподібних до широкоромбічних, неглибоко-3—7-лопатеві або великозубчасті з пилчастими лопатями. Квітки правильні, двостатеві, 5-пелюсткові, блідо-пурпурові, в густих щиткоподібних суцвіттях, тичинки — з пурпуровими пиляками. Плоди яблукоподібні, кулясті, криваво-червоні, рідше — оранжево-жовті, з борошнистим м'якушем і 3—4 кісточками. Цвіте у травні — червні.

## Поширення
В дикому стані росте в Сибіру та Середній Азії.
На території України вирощують як декоративну рослину.

## Заготівля і зберігання
Використовують квітки і плоди. Квітки (з листками або без них) заготовляють на початку цвітіння рослини, коли частина їх ще не розкрилась. Сушать у затінку. Сухої сировини виходить 18—20%. Строк придатності — один рік.
Плоди збирають у період повного достигання. Сушать при температурі 50—60о. Сухої сировини виходить 40%. Строк придатності — 2 роки.
Квітки і плоди відпускають аптеки.

## Хімічний склад
Квітки містять гіперозид, кверцетин, вітексин, сапонаретин, орієнтин, гомоорієнтин, рамнозиди вітексину, фенолокислоти (кавова, хлорогенова), аміни (холін, ацетилхолін, триметиламін).
У плодах знайдено органічні кислоти, цукри, сорбіт, пектинові речовини (1,9 — 6,1%), аскорбінову кислоту (18 — 100 мг%), бета-каротин (0,4—2,7мг %), вітамін K, фенольні сполуки (антоціани — до 1200 мг%, лейкоантоціани — 400–1500 мг %, катехіни, флавоноли, фенолокислоти тощо), кумарини (0,7 — 3,4%), стерини, тритерпенові кислоти (урсолову, олеанолову).

## Фармакологічні властивості і використання
Галенові препарати Г. к. — ч. виявляють кардіотонічну, спазмолітичну, гіпотензивну, седативну та десенсибілізуючу дію. Глід здатний збільшувати силу серцевих скорочень, регулювати кров'яний тиск (підвищений — знижує, знижений — підвищує), зменшувати збудливість нервової системи, зумовлювати глибокий, спокійний і тривалий сон, не спричинюючи після пробудження станів психічного пригнічення.
Слід відзначити, що направленість терапевтичної дії препаратів глоду залежить від дозування. Якщо
малі дози впливають на серцеву діяльність тонізуюче, то великі є чудовим спазмолітичним і седативним засобом. Надто великі дози, в 4—5 разів більші за звичайно призначувані, спричинюють зайву сонливість і сповільнення пульсу. Препарати рослини малотоксичні, не мають кумулятивних властивостей і не спричинюють побічних явищ. Їх використовують при різних захворюваннях серцевого м'яза, зокрема, при коронаритах, які супроводяться симптомами стенокардії; при гіпертонічній хворобі, особливо при склеротичній та вегетативно-нервовій її формі; при артеріосклерозі, нервово-психічному збудженні, запамороченнях; при гострому суглобовому ревматизмі, а також при клімактеричному неврозі як засіб, що зменшує збудливість нервової системи й усуває різні болісні симптоми, характерні для цього періоду життя жінок. Квітки і плоди Г. к.-ч. використовують окремо або в поєднанні з іншими лікарськими рослинами. Перевагу слід надавати препаратам, виготовленим з квіток рослини, пам'ятаючи, що вони малоефективні при декомпенсації серця. Глід має протизаплідну дію.